# Misa rezada
La misa rezada ( en latín Missa lecta, «misa leída»), también llamada misa baja es una misa tridentina definida oficialmente en el Código de Rúbricas incluido en la edición de 1962 del Misal Romano como una Misa en la que el sacerdote no canta las partes que las rúbricas le asignan. Una misa cantada celebrada con la asistencia de ministros sagrados (diácono y subdiácono) es una misa mayor o solemne; sin ellos es una Missa Cantata.

## Historia
La misa rezada se originó a principios de la Edad Media, como una forma abreviada o simplificada de Misa solemne. En la Iglesia primitiva, tal como en la Iglesia ortodoxa de hoy, todos los servicios se cantaban, y no había equivalente a la misa rezada romana o a la «said celebration» anglicana.

### Misas no solemnes en el cristianismo primitivo
Junto a las misas públicas solemnes, a partir del siglo IV se desarrolló la práctica de Misas privadas más pequeñas para grupos más pequeños de creyentes. Estas misas solían celebrarse en las catacumbas, por los difuntos o en un aniversario especial. San Agustín nos da un ejemplo:

Hay entre nosotros un varón de familia tribunicia llamado Hesperio. Tiene una posesión llamada Zubedi en el territorio de Fusala. Descubrió que en ella los espíritus malignos atormentaban a los animales y a los esclavos; rogó a nuestros presbíteros, en ausencia mía, que fuera alguno de ellos allá para ahuyentarlos con sus oraciones. Fue uno, ofreció allí el sacrificio del cuerpo de Cristo, pidiendo con todo ardor que cesara aquella vejación; y al instante cesó por la misericordia de Dios.
San Agustín de HiponaLa ciudad de Dios, libro XXII, capítulo 8, n. 6.

### Orígenes medievales de la misa rezada

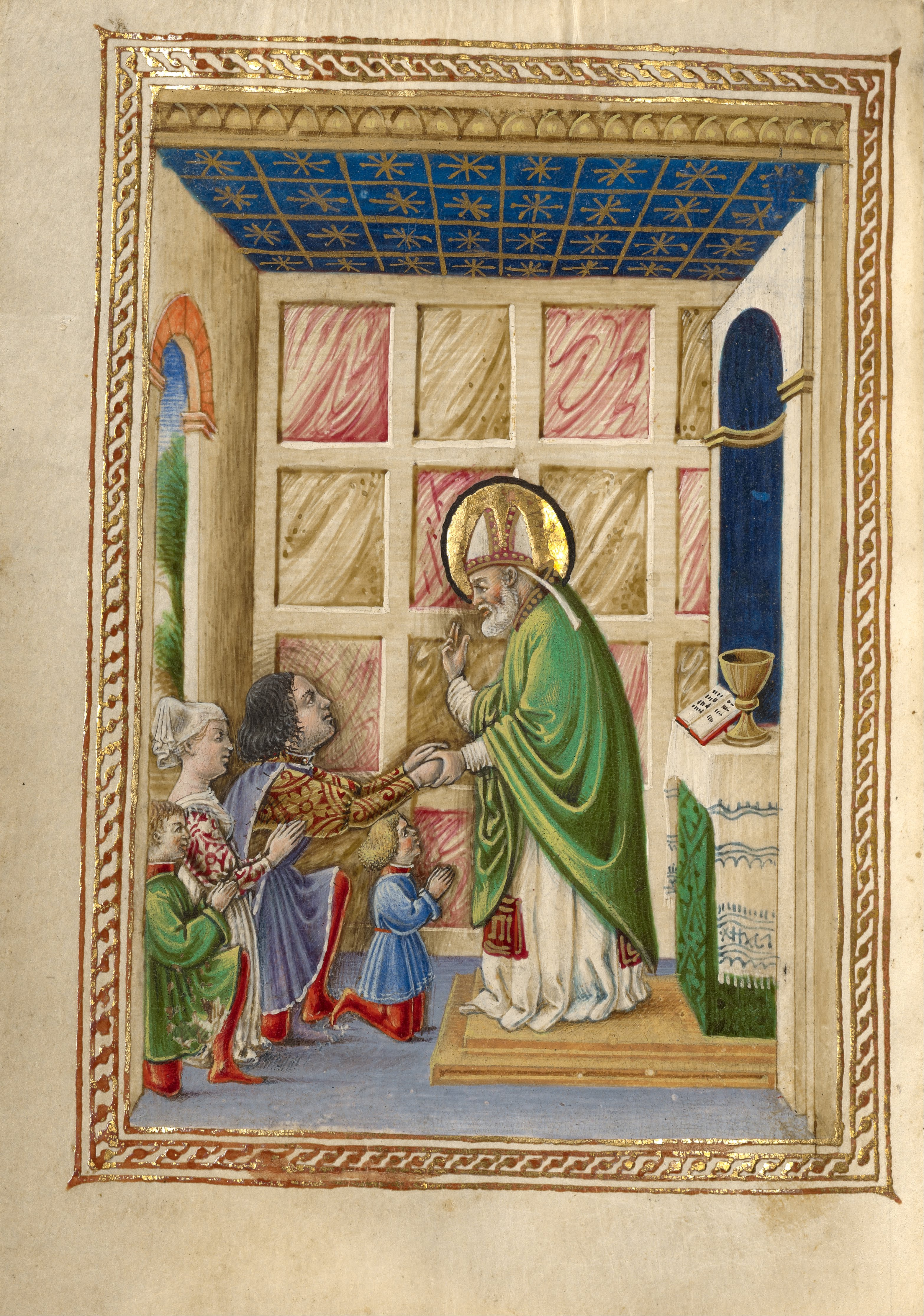
San Bellino de Padua celebrando la misa, por Taddeo Crivelli.

La práctica cristiana había sido que hubiese una sola misa en un monasterio o parroquia cada día. En Cluny, en el siglo XI, se había convocado un hermano lego (conversus) para servir a cualquier sacerdote-monje que quisiera celebrar; las reglas y obligaciones durante la celebración de las misas privadas (como la lectura de una Secuencia) fueron disminuyendo gradualmente, por razones de conveniencia. Esta historia de la liturgia muestra cómo «de la misa privada nació la misa leída, la misa rezada».
A finales de la Edad Media, con una conciencia creciente del valor de la misa, surgió un deseo creciente de multiplicar su celebración. Razones espirituales y materiales estaban a la mano. El resultado más pronunciado de la multiplicación de las misas fue el aumento de las misas rezadas, ya que la mayoría de ellas eran por solicitudes privadas, y no tenían carácter público. Esta tendencia a lo privado y subjetivo, a una independencia del gran orden de las cosas, se manifestó también en otro abuso: prescindir de la disposición del año eclesiástico y limitarse a misas votivas elegidas a voluntad o dispuestas según las reglas. Con el tiempo se hizo necesario por diversas razones celebrar más de una misa el mismo día. También se hizo costumbre que los monasterios ordenaran a la mayoría de sus monjes (aunque originalmente los monjes eran casi todos laicos), y que cada sacerdote celebrara una misa diaria. Durante un tiempo; la concelebración, en la que varios sacerdotes ejercían la función sacerdotal plena en el ofrecimiento de la Misa; brindaba a todos la posibilidad de celebrar la misa todos los días, pero esta costumbre se extinguió. La Misa rezada se considera una necesidad que está por debajo de lo ideal, que es la misa solemne.
La Enciclopedia Católica de 1913 describe el resultado de la siguiente manera:

... la concelebración fue reemplazada en la Edad Media con varias celebraciones privadas separadas y simultáneas. Indudablemente que la costumbre de ofrecer cada misa por una intención especial fue lo que propició ese cambio. La celebración separada y simultánea llevó a la construcción de muchos altares en cada templo y a la reducción del ritual a su mínima forma posible. Se evitó la participación del diácono y el subdiácono; el celebrante asumió las funciones de ellos junto con las suyas propias. Un acólito tomó la parte del coro y de todos los demás auxiliares; todo pasó a ser recitado en vez de cantado; se omitió la incensación y el ósculo de paz. Y con ello llegamos al conocido ritual de la Missa privata. Y esto, a su vez, influyó en la Missa solemnis, durante la cual el celebrante también comenzó a recitar todas las oraciones, aunque también pudiesen ser cantadas por el coro, el diácono o el subdiácono.

Para las postrimerías de la Edad Media, los críticos se habían vuelto más numerosos; y los místicos (tal como Nicolás de Cusa) y obispos intentaron una reforma espiritual y disciplinaria para evitar escándalos de misas mal hechas y abuso de estipendios. Una obra especial de Martín Lutero trata de «La abominación de la misa rezada llamada canon» ( Von dem Greuel der Stillmesse so man Canon nennet, 1524). Sus críticas fueron tales que los sacerdotes que habían estado viviendo de los estipendios de misa ya no podían hacerlo tan fácilmente, incluso en áreas incondicionalmente católicas como el arzobispado de Salzburgo.

### Reforma tridentina

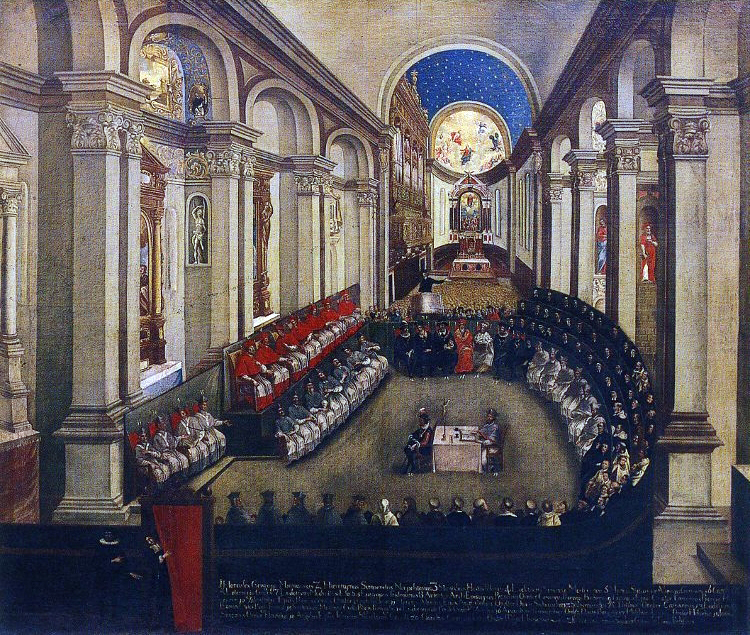
Pintura del Concilio de Trento en la Basílica de Santa María la Mayor

El Concilio de Trento se preocupó sobre todo por la «Misa rezada» (es decir, de una liturgia recitada y no cantada), que se había convertido en la forma ordinaria de celebración eucarística en las parroquias. En 1562, una comisión especial tenía la tarea de reunir los abusus missae (abusos de la misa). El Misal Romano revisado después del Concilio de Trento aparece para definir, sobre todo, los ritos de la «misa rezada» o «misa privada». Algunos han argumentado que al dar prioridad a la «misa rezada», desarrolló la práctica de hacer de la celebración eucarística un acto de devoción privada por parte del sacerdote, mientras que los fieles simplemente eran invitados a asistir a la misa y a unir sus oraciones con ella con toda la sinceridad posible, como un cierto individualismo desarrollado junto a la devotio moderna. El asunto de la participación de los fieles volvería a florecer con el Movimiento litúrgico, llevando a la publicación en masa de misales durante inicios del siglo XX, y encontraría su máximo esplendor durante el Concilio Vaticano II.
Quienes durante la Contrarreforma intentaron reformar la vida religiosa tuvieron que buscar diferentes caminos y medios para que los fieles pudieran participar de manera devota. Una de las formas era fomentar la oración vocal durante la Misa, meditar los misterios de la vida de Cristo rezando el Rosario, práctica que existía localmente desde la Edad Media, pero que se popularizó bajo la influencia de las misiones populares organizadas por los jesuitas . La Singmesse alemana, que añadió himnos cantados a la Misa rezada, ganó gradualmente gran popularidad, hasta el punto de que empezó a sustituir la Misa solemne.
A mediados del siglo XX, apareció una nueva forma de Misa rezada, la missa dialogata, como un nuevo modo de alentar la participación de los fieles. En la misa rezada, la alternancia de funciones entre el sacerdote, el lector, el coro y el pueblo se había nivelado a un uniforme hablando solo por el sacerdote. Sin embargo, la misa rezada había adquirido una preponderancia tan grande sobre las diversas formas de la misa solemnes que, sin más, se utilizó como base para el desarrollo de la misa dialogada. Sin embargo, en lo esencial, la misa solemne tenía que marcar la norma. Varias iglesias locales fueron en varias direcciones y la llamada Betsingmesse («orar y cantar la misa») rápidamente ganó reconocimiento desde su primer uso de prueba en el Día Católico de Viena en 1933. Ningún cambio afectó al Missale Romanum, ni a sus textos ni a sus rúbricas, ya que los cambios se referían únicamente a la participación de los fieles.
Stratford Caldecott lamentó que la influencia de la misa rezada se haya extendido incluso a la misa posterior al Vaticano II y que, a pesar de las protestas en contrario, en su opinión, se puede decir que la Misa rezada es su modelo real. El escritor católico tradicionalista Peter Kwasniewski, en la misma línea, dolía que la misa solemne fuera poco frecuente, analizando las consecuencias de esa asimetría.

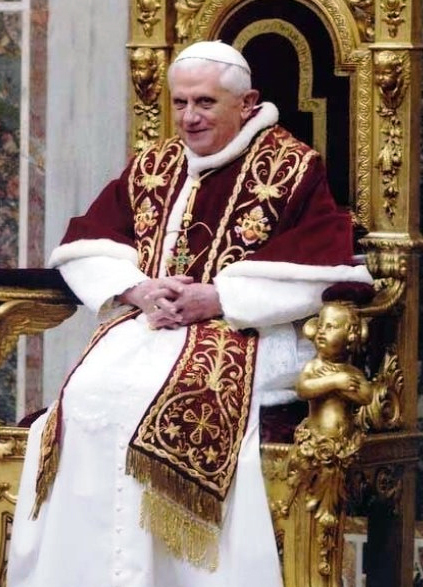
Benedicto XVI

En 2007, el Papa Benedicto XVI introdujo una novedad opcional en la Misa rezada tradicional: en las Misas con una congregación celebrada según el misal de 1962, la lengua vernácula, y no solo el latín, podría usarse para proclamar las lecturas de las Escrituras, siempre que la traducción utilizada proviniese de una edición aprobada por la Santa Sede.

### «Misa privada»
La «misa privada» (en latín, Missa privata o secreta, familiaris, peculiaris), que ahora se entiende como Misa celebrada sin una congregación (sine populo), antes significaba cualquier Misa rezada, incluso con una gran congregación. En ediciones del misal Romano anteriores a la de 1962, «Missa privata» todavía se contrastaba con «Missa solemnis». En 1960 el Papa Juan XXIII, quien en 1962 eliminó del Misal Romano la sección titulada Rubricae generales Missalis, reemplazándola con su Código de Rúbricas, condenó el uso del término «Missa privata»: «El sacrosanto Sacrificio de la Misa celebrada según los ritos y reglamentos es un acto de culto público ofrecido a Dios en nombre de Cristo y de la Iglesia. Por lo tanto, debe evitarse el término 'misa privada'». Cuando se aplicaba a la misa rezada en general, la palabra privata indicaba que esa forma de Misa estaba privada de ciertas ceremonias.

## Estructura de la misa rezada
De acuerdo con el catecismo posconciliar de la Iglesia católica, la celebración eucarística es «un solo y mismo acto de culto» pero consta de diferentes elementos, que incluyen siempre «La celebración eucarística comprende siempre: la proclamación de la Palabra de Dios, la acción de gracias a Dios Padre por todos sus beneficios, sobre todo por el don de su Hijo, la consagración del pan y del vino y la participación en el banquete litúrgico por la recepción del Cuerpo y de la Sangre del Señor». Esta estructura es común a ambas formas del rito romano, y se puede desglosar de la siguiente manera:
- los ritos introductorios (en la misa tridentina, iniciaba con las oraciones al pie del altar, las cuales se rezan en la misa solemne durante el canto del introito y el Kyrie);
- el Confiteor;
- el Kyrie;
- el Gloria;
- las lecturas;
- el Credo;
- el Ofertorio;
- el Lavabo;
- el Orate fratres;
- una oración sobre los dones, que en la misa tridentina constituía la Secreta;
- el Prefacio;
- el Sanctus;
- las oraciones eucarísticas;
- el Memento de los vivos;
- el Comunicantes;
- el Hanc Igitur;
- el Quam oblationem;
- la consagración;
- el Memento de los difuntos;
- el Padrenuestro;
- el Agnus Dei;
- el Domine non sum dignus;
- la comunión del sacerdote;
- la comunión de los fieles;
- la oración de la Comunión;
- la Poscomunión;
- y la bendición.

La estructura anterior es común tanto a misas solemnes como a misas rezadas, y contrastan con la forma ordinaria del rito romano en el hecho de que el Confiteor se reza dos veces (una vez para el sacerdote, la otra para los acólitos o fieles), de las dos lecturas contra las tres de la nueva misa, de la recitación del prólogo del Evangelio de Juan y la Salve y tres Avemarías durante el final de la misa, y más oraciones y sonidos de campanas dentro de cada punto de la estructura.
La misa rezada, celebrada exactamente de la misma manera esté o no presente una congregación, era la forma más común de Misa antes de 1969. En la edición de 1970 del Misal Romano se hizo una distinción entre la Misa celebrada con una congregación y la Misa celebrada sin una congregación. No se hizo tal distinción en ediciones anteriores (tridentinas) del Misal Romano, que solo distinguían entre Misa solemne y Misa rezada (llamando a esta última Missa lecta o, como en las Rubricae generales Missalis incluidas en las ediciones anteriores a 1962, Missa privata ).
La estructura de la Misa rezada es generalmente la misma que la de la Misa mayor solemne. Sin embargo, se añaden oraciones después de la Misa, incluidas las oraciones leoninas. El celebrante principal no es asistido por un diácono ni por un subdiácono, ni le responde un coro, sino que uno o dos monaguillos cumplen sus deberes como acólitos, y contestan las respuestas en latín. Todas las oraciones se recitan y no se esperan cantos. El rito del incienso no está incluido. Se espera que los fieles se arrodillen durante la mayor parte de la Misa, a excepción de la proclamación del Evangelio. Se pueden resumir las diferencias entre la misa rezada y la misa solemne como sigue:
- en primer lugar, como ya se ha manifestado, en la misa solemne se espera la respuesta de los fieles en los cantos, mientras en la misa rezada esta participación es opcional, y se reserva como obligatoria a los acólitos,
- del mismo modo, una parte de la misa se dice en vox secreta en una, mientras en la otra puede ser escuchada;
- el altar es incensado, salvo en las misas de difuntos, posteriormente al Oramus te, recitando la siguiente oración: “Abnillo benedicáris, in cujus honore cremáberis. Amen [Bendígate aquel en cuyo honor vas a ser quemado. Amen]”.
- en las misas solemnes, el subdiácono canta la Epístola, la cual consta de una epístola novotestamentaria (generalmente de San Pablo), o de algún pasaje del Antiguo Testamento;
- después del gradual, se pone el misal en medio del altar, y en las misas solemnes se bendice el incienso (salvo en las misas de difuntos), recitando el Munda cor meum, para después pedirle la bendición al sacerdote;
- posteriormente a la lectura del Evangelio, en las misas solemnes el subdiácono lleva el misal hacia el celebrante, quien lo besa recitando la oración: «Per evangelica dicta deleántur nostra delicta [Por las palabras de este Evangelio sean borrados nuestros pecados]»;
- los dos puntos pasados, aun así, se omiten en misas solemnes de difuntos, conservándose solo el Munda cor meum;
- luego, el diácono procede a incensar al celebrante;
- en las misas solemnes, el diácono pone el vino dentro del cáliz después del ofertorio, el celebrante bendice agua que posteriormente será vertida junto con el vino en el cáliz;
- en la misa solemne, el celebrante vuelve a bendecir el incienso, y recibiendo el turíbulo de las manos del diácono, inciensa la hostia y el cáliz, para luego incensar el altar;
- todos los ritos de incensación se pueden omitir en la misa cantanta, pero son obligatorias en la misa solemne;
- las oraciones leoninas finales siempre se omiten en las misas solemnes, y se pueden omitir en misas rezadas donde se dice una homilía.[33]

## Variaciones

### Variaciones nacionales
Originalmente, la misa rezada se cantaba en un tono monótono. Así, leemos que en la Edad Media que los sacerdotes iban a cantar su «Missa privata» o «Misa rezada». Esta costumbre de cantar se extinguió en el siglo XVIII. Gran parte de la Misa rezada se dice con una voz audible solo para el sacerdote que celebra y los servidores.
Los franceses y los alemanes desarrollaron el concepto de acompañar la misa rezada con música como una ayuda a la devoción de los fieles, dando así origen a la Misa de órgano francesa y la Deutsche Singmesse. También la Messe basse, la traducción francesa de la misa rezada, se usó para indicar composiciones de la misa, como la Messe basse de Fauré.
En 1922, la Santa Sede concedió la aprobación de la misa dialogada, que permitía a los fieles pronunciar, con el servidor, las respuestas en latín de la Misa tridentina y recitar las partes que se les permitía cantar en una Missa Cantata, así como el triple «Domine non sum dignus» que decía el sacerdote como parte del rito de la Comunión de los fieles, que, aunque no estaba previsto en el Ordinario de la Misa hasta después del Concilio Vaticano II, podría insertarse en la celebración de la Misa.

### Las tres misas del día de los difuntos
El Día de los Fieles Difuntos es el único día no dominical ni santo del año eclesiástico en el que se permite que un sacerdote celebre tres misas. El misal tridentino contiene tres conjuntos distintos de misas propias para ser celebradas, en caso de que un sacerdote pueda celebrar las tres misas. Nótese que, sin importar cuántas misas se celebren, los fieles pueden recibir la Sagrada Comunión en no más de dos Misas por día (y, antes del concilio, solamente una vez).

### Misa rezada pontifical

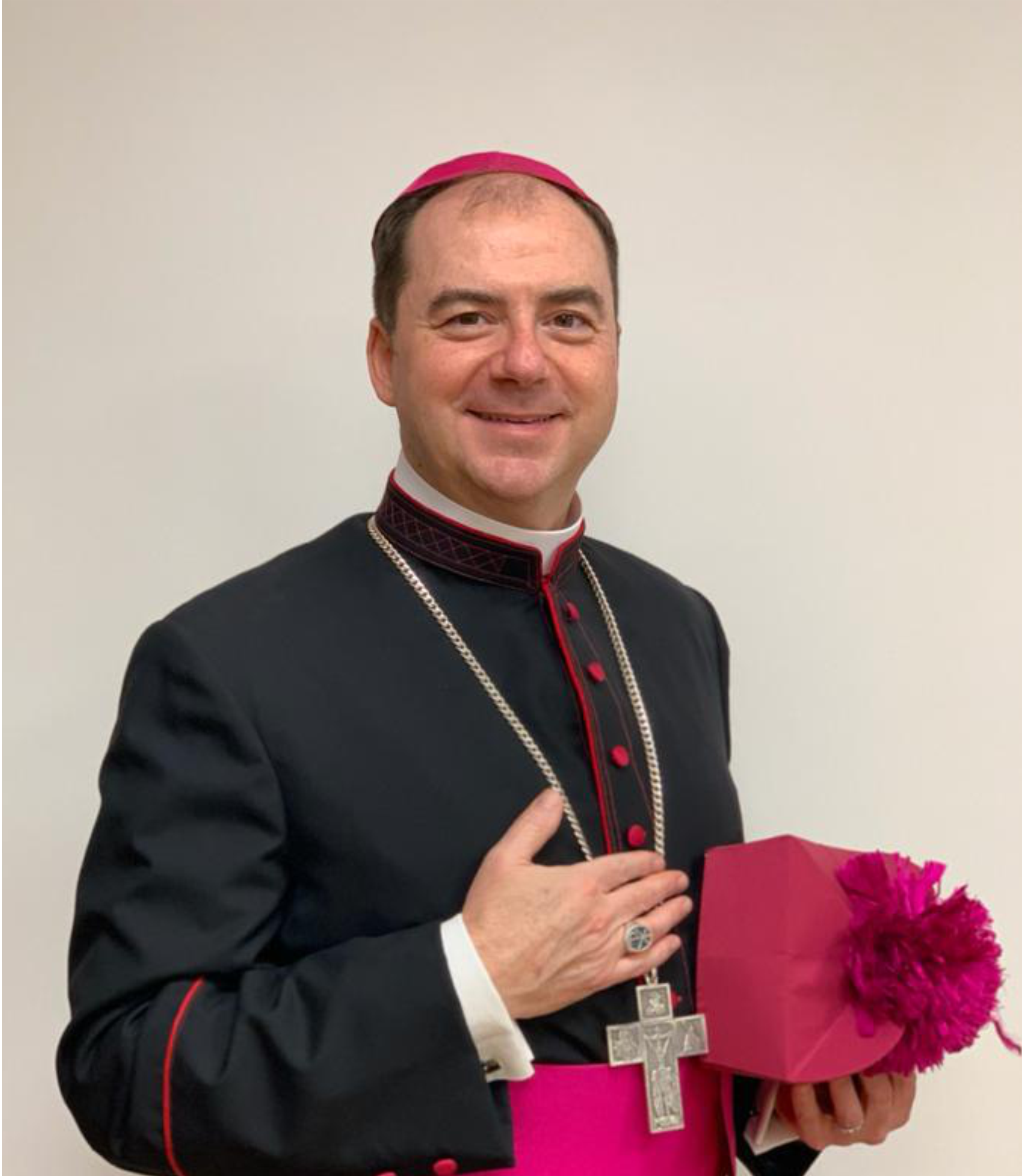
Monseñor Darío Rubén Quintana, sosteniendo en su mano una birreta episcopal.

En una misa rezada pontifical, es decir, una misa rezada celebrada por un obispo, además de los dos servidores que se encuentran en cualquier Misa rezada típica, también hay dos sacerdotes asistentes del obispo que lo asisten, recordándonos que un obispo conserva la plenitud de las sagradas órdenes. En lugar de una mitra, el prelado usa una birreta.
Antes del Concilio Vaticano II, en una Misa rezada papal (que generalmente se celebraba en un altar portátil instalado en una de las salas del Palacio Apostólico y es distinta de la Misa privada que el Papa celebraba en su capilla privada), el Papa era asistido por dos obispos y cuatro maestros de ceremonias papales. Los chambelanes (cubicularii) sirvieron como portadores de antorchas. Se utilizaba el canon pontificio, así como la bugia. Vestirse y desvestirse en el altar es otra peculiaridad de la Misa rezada pontificia.

## En la cultura popular
Las tres misas rezadas (Les Trois Messes basses) es un cuento de Navidad de Alphonse Daudet, publicado en 1875 en los Cuentos del lunes e integrado en 1879 en la colección de las Cartas de mi molino de viento. La historia se sitúa a finales del siglo XVIII, en un imaginario castillo provenzal. Agradable e irreverente, teñida de fantasía, representa a un sacerdote culpable del pecado de la gula. Tentado por el demonio que, disfrazado de su joven sacristán, le ha descrito con lujo de detalles el exquisito menú de Nochevieja, despide tres Misas de Navidad para precipitarse más rápido hacia la mesa. Dios castiga su ofensa: antes de ir al cielo, deberá recitar, durante un siglo, en compañía de sus fieles culpables, un servicio de la Natividad, o trescientas misas rezadas.
En 1954, Marcel Pagnol realizó una película en francés con el mismo título.
Sin embargo, las Misas rezadas de Navidad son imposibles, ya que las rúbricas extendieron el privilegio de tres misas cantadas del Papa a todo el clero, y en ningún caso se aplicaron a la Misa rezada. Las tres misas estacionarias celebradas por el Papa en Roma se extendieron a tres Misas de Navidad para ser cantadas, no sin interrupción: la del día, solemnissima; la de la noche, valde solemnis; y la del amanecer, minus solemnis.  El privilegio de celebrar de noche no se extendía, salvo indulto, a las Misas privadas, es decir, a las misas rezadas; la costumbre contraria era un abuso a pesar de ser tolerada.